# Vicente Gregorio Quesada
Vicente Gregorio Quesada (Buenos Aires, 5 de abril de 1830-Buenos Aires, 19 de septiembre de 1913) fue un diplomático, escritor y periodista argentino, fundador de la Revista del Paraná en 1861.

## Reseña biográfica
Vicente Gregorio Quesada nació en Buenos Aires el 5 de abril de 1830. 
Obtuvo el título de doctor en jurisprudencia en la Universidad de Buenos Aires en 1855. 
En 1853 viaja por el interior del país y se radica en Paraná, entonces capital de la Confederación Argentina, donde obtiene un cargo en el Ministerio del Interior. 
En 1856 es designado diputado nacional por la Provincia de Corrientes, y en 1860 se lo nombra secretario del Instituto Histórico y Geográfico.
Conjuntamente con el editor Carlos Casavalle, 
director del Boletín Oficial de la Confederación Argentina, funda y dirige la Revista del Paraná. Obra visionaria de la cultura, pretende, según declaran sus creadores: "...la formación de un círculo literario nacional, que se consagre preferentemente al estudio de nuestro país y lo dé a conocer en todos sus aspectos: que preste a la historia, literatura y legislación americanas una atención especial, poniéndonos al corriente del movimiento intelectual de las repúblicas Hispano-Americanas”.  
Fue un hombre del siglo XIX. Nació en Buenos Aires en 1830, pero su proyección pública se inicia puntualmente después de la batalla de Caseros, debido a vinculaciones al general Justo José de Urquiza en la ciudad de Paraná, y su brillante capacidad intelectual y vocación patriótica le dieron un lugar de notoria relevancia. La batalla de Pavón y el triunfo del mitrismo postergó su proyección política, dedicándose a trabajos intelectuales de investigación. Fue de pensamiento lúcido y de un amplio espíritu nacional que se percibe en sus escritos, tanto en la defensa de los espacios territoriales como en la identidad cultural de la Nación.
En la función pública fue elegido diputado nacional por Corrientes en los años 1856 y 1859, Director de la Biblioteca Pública de Buenos Aires en 1871, Ministro de Gobierno de la Provincia de Buenos Aires en 1877, Diputado por Buenos Aires en 1878 y Presidente de la Academia de Filosofía y Letras de la Universidad de Buenos Aires. Cumplió funciones diplomáticas en Brasil, México, España y el Vaticano. Cuando ya era ministro plenipotenciario en Madrid, fue elegido como árbitro, por común acuerdo de los gobiernos de México y de los Estados Unidos, para resolver el caso Oberlander. En 1889 representó a la Universidad de Buenos Aires en el Congreso de Orientalistas de Roma, y en 1892 a la República Argentina en las fiestas celebradas en Madrid con motivo del cuarto centenario del descubrimiento de América. Fue opositor a los planteos mitristas que empujaron a la Argentina en la guerra de la Triple Alianza contra el Paraguay. Entre sus publicaciones más sobresalientes se pueden mencionar las siguientes: “Recuerdos de España”, “Crónicas Potosinas”, “Los indios de las provincias del Río de la Plata”, “Memorias de un viejo”, “La sociedad Hispanoamericana bajo la dominación española”, “Recuerdos de mi vida diplomática”, “La vida intelectual de la América Española”, “Historia Diplomática Latinoamericana”, “La Patagonia y las Tierras Australes”, entre otras.
La Revista del Paraná editó ocho entregas mensuales; desde el 28 de febrero de 1861 hasta el 30 de septiembre de 1861. El tema predominante es el histórico, con textos de Benjamín Victorica, Fray Mamerto Esquiú, Miguel Navarro Viola, Evaristo Carriego, Luis González Balcarce, Tomás Guido, Tomás Cipriano de Mosquera (sobre la entrevista de Guayaquil), Saturnino Laspiur, Juana Manuela Gorriti (residente en Perú), Juan María Gutiérrez, Carlos Guido y Spano, Juan Bautista Alberdi, Gerónimo Espejo, Diego Barros Arana, Ricardo Palma y muchos otros autores nacionales y extranjeros.

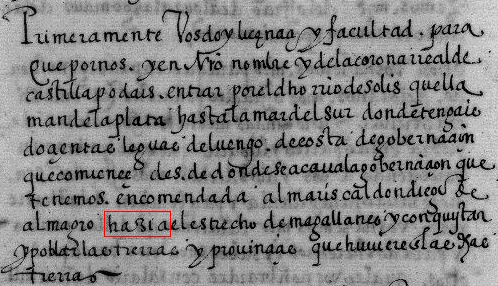
Extracto de la capitulación con Pedro de Mendoza, 21 de mayo de 1534, destacándose la palabra "hazia".

Hubo una controversia sobre su transcripción de la capitulación de 1534 con Pedro de Mendoza en la que cambia la palabra «hacia» del documento original por «hasta», lo que en el texto cambió el significado de «en dirección al estrecho de Magallanes» (hacia el sur sin llegar al paso) del dominio de Mendoza por «hasta el estrecho».
Fue autor de numerosos libros, ensayos históricos, biográficos, impresiones de viaje por las provincias del interior del país y un estudio sobre el juicio político en la Argentina. 
Publicó además la Revista de Buenos Aires   y la Nueva Revista de Buenos Aires.
Fue director de la Biblioteca Nacional de la República Argentina. Durante su gestión incorporó gran cantidad de material traído desde el extranjero y realizó mejoras en la infraestructura.  
Tuvo además una larga actuación en la Cancillería argentina.
Murió en Buenos Aires el 19 de septiembre de 1913, a los 83 años. 
Su hijo, Ernesto Quesada (Buenos Aires, 1858-Suiza, 1934), fue uno de los precursores del llamado  revisionismo histórico en Argentina.

## Obras
- 1865 - Escenas de la vida colonial en el siglo XVI: Crimen y expiación: Crónica de la Villa Imperial de Potosí. Buenos Aires: Impr. de Mayo.[15]
- 1875 - La Patagonia y las tierras australes del continente americano: Impr. de Mayo.
- 1877 - Las bibliotecas europeas y algunas de la América latina: con un apéndice sobre el Archivo General de Indias en Sevilla, la Dirección de Hidrografía y la Biblioteca de la Real Academia de Historia en Madrid: tomo I. Buenos Aires: Imprenta y Librerías de Mayo.[16]
- 1904 - Recuerdos de mi vida diplomática. Misión en Estados Unidos (1885-1892). I. La sociedad. - II. La cuestión Malvinas. Buenos Aires, Librería de J. Menéndez.[17]
- 1910 - La vida intelectual en la América española (siglos XVI al XVIII). Buenos Aires: Moen.[18]
- 1915 - Historia colonial argentina. Buenos Aires. Ed. "La Cultura Argentina".[19]